# Negele Knight
Pour les articles homonymes, voir Knight.
Negele Oscar Knight (né le 6 mars 1967, à Détroit, Michigan) est un joueur américain professionnel de basket-ball ayant évolué en National Basketball Association (NBA).